# Dura (Kačanik)
Pour les articles homonymes, voir Dura et Duraj.
Duraj en albanais et Dura en serbe latin (en serbe cyrillique : Дура) est une localité du Kosovo située dans la commune/municipalité de Kaçanik/Kačanik, district de Ferizaj/Uroševac (Kosovo) ou district de Kosovo (Serbie). Selon le recensement kosovar de 2011, elle compte 651 habitants, tous albanais.

## Démographie

### Évolution historique de la population dans la localité
| 1948 | 1953 | 1961 | 1971 | 1981 | 1991 | 2011 |
| ---- | ---- | ---- | ---- | ---- | ---- | ---- |
| 263  | 280  | 141  | 214  | 280  | 368  | 651  |

|  |